# Георг V (станция метро)
Георг V (фр. George V) — станция линии 1 Парижского метрополитена, расположенная в VIII округе Парижа под Елисейскими полями. Названа в честь британского короля Георга V, одного из политических лидеров, союзных Франции в годы Первой мировой войны. Рядом со станцией располагаются Палата коммерции и индустрии Парижа и кабаре "Лидо". На станции установлены автоматические платформенные ворота.

## История
- Станция открылась 13 августа 1900 года, через три с половиной недели после запуска самой первой очереди Парижского метрополитена. До 27 мая 1920 года называлась Альма, после чего получила современное название.
- С 29 октября по 2 ноября 2008 года на станции проводились работы по подготовке к автоматизации линии 1[2].
- Пассажиропоток по станции по входу в 2012 году, по данным RATP, составил 6 174 372 человек[3]. В 2013 году этот показатель вырос до 6 302 761 пассажиров (54 место по уровню пассажиропотока в Парижском метро)[4].